# جيريمي غريغوار
جيريمي غريغوار هو لاعب هوكي الجليد كندي، ولد في 5 سبتمبر 1995 في شيربروك في كندا.